# Köhnə Xudat (Xaçmaz)
Köhnə Xudat è un comune dell'Azerbaigian situato nel distretto di Xaçmaz. Conta una popolazione di 1 252 abitanti.